# 上德拉洪斯凯
47°18′11″N 36°26′29″E / 47.30306°N 36.44139°E
上德拉洪斯凱（烏克蘭語：Верхньодрагунське）是位於烏克蘭東南部的村莊，由扎波羅熱州波洛希區的斯米爾諾韋市鎮負責管轄。該村面積0.2平方公里，海拔高度219米，2001年人口16人，人口密度每平方公里80人。